# 庫利馬特奇
49°44′45″N 23°21′12″E / 49.74583°N 23.35333°E
庫利馬特奇（烏克蘭語：Кульматичі），是烏克蘭西部的村莊，隸屬利維夫州的亞沃里夫區。該村始建於十七世紀，面積0.4平方公里，海拔高度268米，2001年人口128，人口密度每平方公里321.61人。